# Maurice Germot
Marie Claude Maurice « Fifi » Germot, né le 15 novembre 1882 à Vichy et mort dans la même ville le 6 août 1958, est un joueur de tennis français, triple champion de France et médaille d'or olympique en 1912.

## Biographie
Maurice Germot nait rue d'Alquié à Vichy, d'un père banquier. C'est sa famille, propriétaire d'hôtels, qui fera venir Joseph Aletti dans la station thermale pour leur gestion. Il sera lui-même actionnaire de la Société des Grands Hôtels, puis directeur-général des Sociétés Aletti de Vichy et d'Alger.
Il s'est illustré en remportant les Championnats de France à trois reprises en 1905, 1906 et 1910 et en y atteignant la finale en 1908, 1909 et 1911. Principal rival et partenaire de double de Max Decugis, ils ont remporté dix fois la compétition ensemble dont la dernière fois en 1920. Il a été quatre fois champion de France sur courts couverts en double entre 1910 et 1913. Il représente à trois reprises l'équipe de France de Coupe Davis.
En 1906, il s'incline en finale des Jeux olympiques intercalaires à Athènes contre Max Decugis mais s'impose en double avec ce dernier. Il participe aux Jeux de 1908 mais doit abandonner en quart de finale. En 1912, lors des Jeux de Stockholm en salle, il décroche la médaille d'or en double messieurs avec André Gobert.
Après trois forfaits au cours des années précédentes, il participe à son premier Wimbledon en 1914 et s'incline en quart de finale contre Theodore Mavrogordato.
Vainqueur de plusieurs tournois en Normandie à Étretat, Le Havre et Dieppe.
Joueur de petite taille et plutôt faible physiquement, Germot se distingue principalement par son jeu à la volée, comme le prouvent ses nombreux succès en double.
Il est blessé à la tête par un éclat d’obus pendant la Première Guerre Mondiale alors qu'il était sentinelle de sa tranchée à l’attaque du Lingekopf en 1915. Il prend part à la suite du combat en tant qu'interprète. Il meurt en 1958 à Vichy où il est enterré. Une rue de la ville porte son nom.